# Figaró-Montmany
Figaró-Montmany är en kommun i Spanien.   Den ligger i provinsen Província de Barcelona och regionen Katalonien, i den östra delen av landet, 500 km öster om huvudstaden Madrid. Antalet invånare är 1 103. Arean är 15,0 kvadratkilometer. Figaró-Montmany gränsar till Tagamanent, Cànoves i Samalús, La Garriga, L'Ametlla del Vallès, Bigues i Riells, Sant Quirze Safaja och Sant Martí de Centelles. 
Terrängen i Figaró-Montmany är huvudsakligen kuperad.